# Marc Polmans
Marc Polmans (* 2. května 1997 Amanzimtoti, KwaZulu-Natal) je australský profesionální tenista jihoafrického původu. Ve své dosavadní kariéře na okruhu ATP Tour nevyhrál žádný turnaj. Na challengerech ATP a okruhu ITF získal dvanáct titulů ve dvouhře a osmnáct ve čtyřhře.
Na žebříčku ATP byl ve dvouhře nejvýše klasifikován v říjnu 2020 na 116. místě a ve čtyřhře v říjnu 2017 na 68. místě.
V juniorském tenise triumfoval s krajanem Jakem Delaneym ve čtyřhře Australian Open 2015, když ve finále zdolali polsko-slovenský pár Hubert Hurkacz a Alex Molčan. V mužské čtyřhře Australian Open 2017 postoupil s krajanem Andrewem Whittingtonem do semifinále. Stejnou fázi si zahrál po boku Storm Sandersovou v mixu Australian Open 2021.

## Soukromý život
Narodil se roku 1997 v jihoafrickém městě Amanzimtoti u Durbanu. Rodiče Gavin a Nicola Polmansovi reprezentovali Jihoafrickou republiku v badmintonu. Bratr Greg Polmans je také tenista. K tenisu jej ve čtyřech letech přivedl strýc. V deseti letech se přestěhoval do Austrálie, aby rozvinul svou tenisovou kariéru.

## Tenisová kariéra
V rámci událostí okruhu ITF debutoval v únoru 2012, když na turnaji v Milduře dotovaném 15 tisíci dolary obdržel divokou kartu. V úvodním kole podlehl Australanu Mathesonu Kleinovi. První singlovou trofej v této úrovni tenisu získal během června 2016 v Maputu, turnaji s rozpočtem 15 tisíc dolarů. V závěrečném duelu přehrál Jihoafričana Lloyda Harrise ze čtvrté světové stovky. Challenger pak ovládl během února 2018 v Launcestonu. Ve finále zdolal australského hráče Bradleyho Mousleyho, jemuž patřila 313. příčka žebříčku.
Na okruhu ATP Tour debutoval červencovým Croatia Open Umag 2017 po obdržení divoké karty. Na úvod jej vyřadil Ital Alessandro Giannessi. První zápas pak vyhrál na washingtonském Citi Open 2019, kde prošel kvalifikačním sítem. Vstup do dvouhry zvládl proti Tunisanu Maleku Džazírímu, než jej zastavil Francouz Benoît Paire v třísetové bitvě.
Debut v grandslamové dvouhře zaznamenal v mužském singlu Australian Open 2019 díky divoké kartě. V předchozí kariéře nezvládl postoupit z jedenácti kvalifikací. V úvodním melbournském kole ztratil vedení 2–0 na sety s Američanem Denisem Kudlou ze sedmé světové desítky. Na French Open 2020 pak dosáhl první kariérní výhru nad členem Top 40, když vyřadil třicátého osmého v pořadí Uga Humberta. Poté nenašel recept na chilskou nasazenou dvacítku Cristiana Garína. Bodový zisk jej posunul na nové kariérní maximum, 116. místo žebříčku.

## Tituly na challengerech ATP a okruhu ITF
| Legenda                |
| ---------------------- |
| Challengery (3 D; 6 Č) |
| ITF (9 D; 12 Č)        |

### Dvouhra (12 titulů)
| Č.  | datum         | turnaj                   | povrch | soupeř ve finále | výsledek                |
| --- | ------------- | ------------------------ | ------ | ---------------- | ----------------------- |
| 1.  | června 2016   | Maputo, Mosambik         | tvrdý  | Lloyd Harris     | 4–6, 6–2, 7–5           |
| 2.  | června 2016   | Maputo, Mosambik         | tvrdý  | Jeremy Beale     | 6–1, 6–1                |
| 3.  | července 2016 | Harare, Zimbabwe         | antuka | Lloyd Harris     | 6–2, 6–2                |
| 4.  | září 2016     | Alice Springs, Austrálie | tvrdý  | Jarmere Jenkins  | 6–1, 6–7(3–7), 7–6(7–4) |
| 5.  | března 2017   | Canberra, Austrálie      | antuka | Blake Mott       | 7–6(7–2), 3–6, 6–4      |
| 6.  | března 2017   | Canberra, Austrálie      | antuka | Maverick Banes   | 6–7(5–7), 7–6(7–1), 6–4 |
| 7.  | února 2018    | Launceston, Austrálie    | tvrdý  | Bradley Mousley  | 6–2, 6–2                |
| 8.  | března 2018   | Renmark, Austrálie       | tráva  | Luke Saville     | 6–1, 6–4                |
| 9.  | března 2018   | Mildura, Austrálie       | tráva  | Thomas Fancutt   | 7–6(7–4), 6–3           |
| 10. | března 2018   | Mornington, Austrálie    | antuka | Max Purcell      | 7–6(7–5), 6–2           |
| 12. | října 2019    | Traralgon, Austrálie     | tvrdý  | Andrew Harris    | 7–5, 6–3                |

### Čtyřhra (18 titulů)
| Č.  | datum          | turnaj                     | povrch | spoluhráč          | soupeři ve finále                   | výsledek               |
| --- | -------------- | -------------------------- | ------ | ------------------ | ----------------------------------- | ---------------------- |
| 1.  | listopadu 2014 | Wollongong, Austrálie      | tvrdý  | Steven de Waard    | Mitchell Krueger Andrew Whittington | 7–6(7–2), 7–6(7–2)     |
| 2.  | dubna 2015     | Mornington, Austrálie      | antuka | Steven de Waard    | Matthew Barton Peter Torebko        | 7–6(8–6), 6–1          |
| 3.  | května 2015    | Lecco, Itálie              | antuka | Peter Luczak       | David Pel Maxime Tabatruong         | 6–4, 6–2               |
| 4.  | července 2015  | Knokke, Belgie             | antuka | Steven de Waard    | Maverick Banes Jacob Grills         | 5–7, 7–6(7–2), [10–5]  |
| 5.  | října 2015     | Toowoomba, Austrálie       | tvrdý  | Steven de Waard    | Jake Delaney Max Purcell            | 6–4, 6–3               |
| 6.  | října 2015     | Brisbane, Austrálie        | tvrdý  | Steven de Waard    | Thomas Fancutt Darren Polkinghorne  | 6–0, 6–1               |
| 7.  | listopadu 2015 | Wollongong, Austrálie      | tvrdý  | Steven de Waard    | Ashley Fisher Dayne Kelly           | 6–2, 4–6, [10–7]       |
| 8.  | března 2016    | Mildura, Austrálie         | tráva  | Steven de Waard    | Alex Bolt Andrew Whittington        | 6–3, 6–7(9–11), [10–6] |
| 9.  | března 2016    | Mornington, Austrálie      | tvrdý  | Steven de Waard    | Bradley Mousley Gavin van Peperzeel | 6–2, 6–3               |
| 10. | září 2016      | Alice Springs, Austrálie   | tvrdý  | Luke Saville       | Thomas Fancutt Calum Puttergill     | 6–1, 6–2               |
| 11. | října 2016     | Cairns, Austrálie          | tvrdý  | Luke Saville       | Nathan Pasha Darren Polkinghorne    | 4–6, 6–3, [10–7]       |
| 12. | března 2017    | Canberra, Austrálie        | antuka | Bradley Mousley    | Steven de Waard Scott Puodziunas    | 6–4, 7–6(7–4)          |
| 13. | října 2018     | Traralgon, Austrálie       | tvrdý  | Jeremy Beale       | Max Purcell Luke Saville            | 6–2, 6–4               |
| 14. | července 2019  | Gatineau, Kanada           | tvrdý  | Alex Lawson        | Dennis Novikov Hans Hach Verdugo    | 6–4, 3–6, [10–7]       |
| 15. | října 2019     | Ning-po, Čína              | tvrdý  | Andrew Harris      | Alex Bolt Matt Reid                 | 6–0, 6–1               |
| 16. | května 2021    | Ostrava, Česko             | antuka | Serhij Stachovskyj | Andrew Paulson Patrik Rikl          | 7–6(7–4), 3–6, [10–7]  |
| 17. | května 2021    | Praha, Česko               | antuka | Serhij Stachovskyj | Ivan Sabanov Matej Sabanov          | 6–3, 6–4               |
| 18. | června 2021    | Nottingham, Velká Británie | tráva  | Matt Reid          | Benjamin Bonzi Antoine Hoang        | 6–4, 4–6, [10–8]       |

## Finále na juniorském Grand Slamu

### Čtyřhra juniorů: 1 (0–1)
| Stav  | rok  | turnaj          | povrch | spoluhráč    | soupeři ve finále          | výsledek         |
| ----- | ---- | --------------- | ------ | ------------ | -------------------------- | ---------------- |
| Vítěz | 2015 | Australian Open | tvrdý  | Jake Delaney | Alex Molčan Hubert Hurkacz | 0–6, 6–2, [10–8] |